# 필리핀새벽박쥐
필리핀새벽박쥐(Eonycteris robusta)는 새벽박쥐속에 속하는 큰박쥐류 박쥐의 일종이다. 필리핀에서 발견된다.

## 특징
보통 크기의 박쥐로 전체 몸길이가 127~155mm이고 전완장이 67~82mm, 꼬리 길이가 20~28mm이다. 귀 길이는 19~23mm이고 몸무게는 최대 80g이다. 털이 짧고 부드러우며 윤이 난다. 등 쪽은 짙은 갈색이지만 배 쪽은 밝은 갈색이다.

## 생태
먹이를 구하는 장소 근처의 석회암 동굴에서 동굴꽃꿀박쥐, 조프루아루세트와 함께 은신한다. 먹이는 꽃가루이다.

## 분포 및 서식지
필리핀 빌리란주와 카탄두아네스주, 레이테섬, 루방섬, 루손섬, 마린두케주, 마리피피, 만다나오섬, 민도로섬, 네그로스섬, 사마르섬, 시아르가오섬에 널리 분포한다. 해발 최대 1,100m 이하의 일차림과 이차림에서 서식한다.